# Гамада

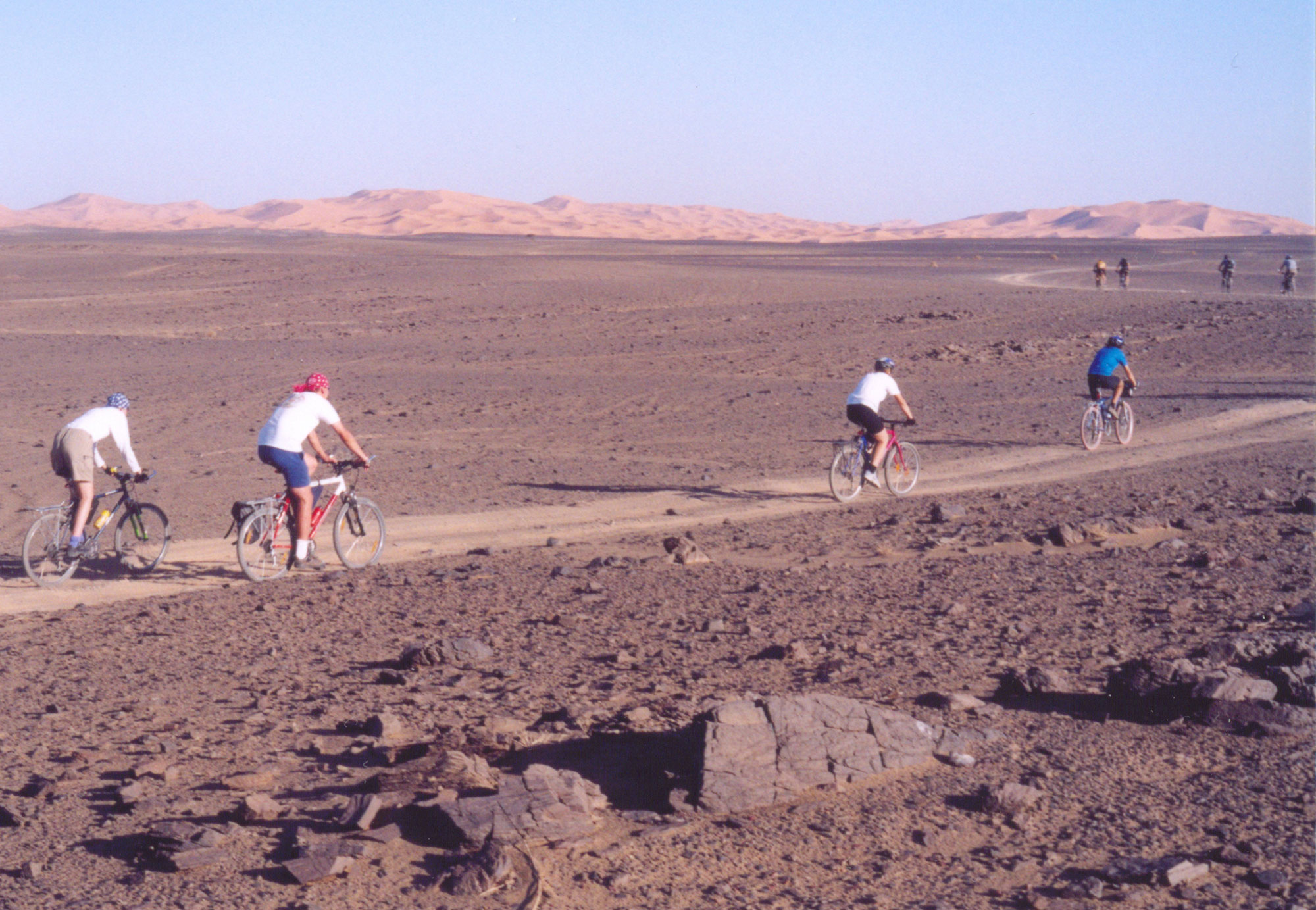
Велосипедисти, що перетинають гамаду, Марокко

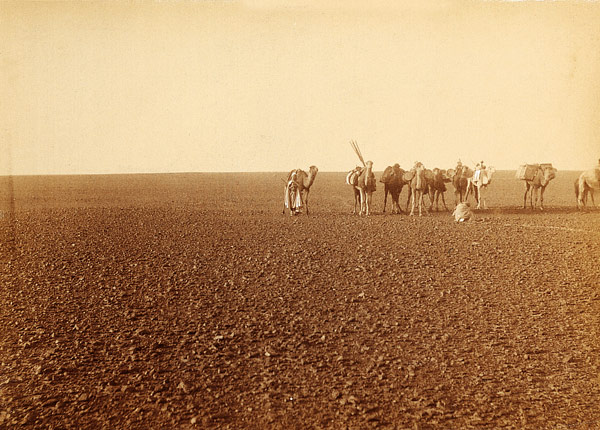
Чорна гамада у Алжирі.

Гамáда або хамáда (араб. حمادة) — арабська назва кам'янистих пустель, що розповсюджені у країнах Близького Сходу та Північної Африки. 

Гамада — також назва кам'янистих пустель у Сахарі, що характерні для плоскогір'їв, підданих впливу дефляції. Найчастіше вони вкриті кам'янистими розсипами, що утворюють так звану «бруківку» із бурою чи чорною плівкою. Рослинність на їх поверхні майже відсутня і наявна лише у деяких тріщинах скель.